# 1er corps d'armée (Corée du Sud)
Pour les articles homonymes, voir 1er corps d'armée.
Le 1er corps d'armée de Corée du Sud est un corps de l'Armée de terre de la République de Corée créé le 24 juillet 1950. Il participa à la Guerre de Corée.

## Histoire
Le 1er corps est créé le 24 juillet 1950, juste avant la bataille du périmètre de Busan. Durant cette bataille, le quartier-général du corps est situé à Sangju.
Actuellement, le 1er corps est le plus grand corps de l'armée sud-coréenne. Il est organisé avec trois divisions d'infanterie, une division d'infanterie mécanisée et plusieurs brigades distinctes.